# Kanton Reillanne
Der Kanton Reillanne ist ein französischer Wahlkreis im Département Alpes-de-Haute-Provence in der Region Provence-Alpes-Côte d’Azur. Er umfasst 21 Gemeinden im Arrondissement Forcalquier und hat seinen bureau centralisateur in Reillanne.

## Gemeinden
Der Kanton besteht aus 21 Gemeinden mit insgesamt 11.131 Einwohnern (Stand: 1. Januar 2022) auf einer Gesamtfläche von 502,64 km²:
| Gemeinde                    | Einwohner 1. Januar 2022 | Fläche km² | Dichte Einw./km² | Code INSEE | Postleitzahl |
| --------------------------- | ------------------------ | ---------- | ---------------- | ---------- | ------------ |
| Aubenas-les-Alpes           | 85                       | 7,93       | 11               | 04012      | 04110        |
| Banon                       | 1.070                    | 39,81      | 27               | 04018      | 04150        |
| Céreste                     | 1.195                    | 32,54      | 37               | 04045      | 04280        |
| Dauphin                     | 837                      | 9,71       | 86               | 04068      | 04300        |
| La Rochegiron               | 108                      | 30,11      | 4                | 04169      | 04150        |
| L’Hospitalet                | 96                       | 19,35      | 5                | 04095      | 04150        |
| Mane                        | 1.390                    | 22,00      | 63               | 04111      | 04300        |
| Montjustin                  | 57                       | 10,15      | 6                | 04129      | 04110        |
| Montsalier                  | 167                      | 23,81      | 7                | 04132      | 04150        |
| Oppedette                   | 44                       | 8,49       | 5                | 04142      | 04110        |
| Redortiers                  | 89                       | 45,77      | 2                | 04159      | 04150        |
| Reillanne                   | 1.730                    | 38,55      | 45               | 04160      | 04110        |
| Revest-des-Brousses         | 264                      | 22,95      | 12               | 04162      | 04150        |
| Revest-du-Bion              | 487                      | 43,45      | 11               | 04163      | 04150        |
| Sainte-Croix-à-Lauze        | 86                       | 8,65       | 10               | 04175      | 04110        |
| Saint-Maime                 | 904                      | 7,51       | 120              | 04188      | 04300        |
| Saint-Michel-l’Observatoire | 1.278                    | 27,78      | 46               | 04192      | 04870        |
| Saumane                     | 125                      | 3,21       | 39               | 04201      | 04150        |
| Simiane-la-Rotonde          | 608                      | 67,86      | 9                | 04208      | 04150        |
| Vachères                    | 318                      | 23,42      | 14               | 04227      | 04110        |
| Villemus                    | 193                      | 9,59       | 20               | 04241      | 04110        |
| Kanton Reillanne            | 11.131                   | 502,64     | 22               | 0411       | –            |

Bis zur Neuordnung gehörten zum Kanton Reillanne die acht Gemeinden Aubenas-les-Alpes, Céreste, Montjustin, Oppedette, Reillanne, Sainte-Croix-à-Lauze, Vachères und Villemus. Sein Zuschnitt entsprach einer Fläche von 139,32 km2. Er besaß vor 2015 einen anderen INSEE-Code als heute, nämlich 0420. Neun der 2015 hinzugefügten Gemeinden gehörten vorher zum aufgelösten Kanton Banon.

## Politik
| Vertreter im Départementsrat | Vertreter im Départementsrat    | Vertreter im Départementsrat |
| Amtszeit                     | Namen                           | Partei                       |
| ---------------------------- | ------------------------------- | ---------------------------- |
| 1997–2011                    | Raymond Bressand                | PCF                          |
| 2011–2015                    | Pierre Pourcin                  | PS                           |
| 2015–                        | Pierre Pourcin Brigitte Reynaud | PS                           |